# Serge Wawa
Serges Pascal Wawa Sfondo (sinh ngày 1 tháng 1 năm 1986 ở Bingerville) là một hậu vệ bóng đá người Bờ Biển Ngà thi đấu cho Azam F.C., một câu lạc bộ Tanzania bóng đá thi đấu ở Giải bóng đá ngoại hạng Tanzania.

## Sự nghiệp
Anh bắt đầu sự nghiệp năm 2003 tại ASEC Mimosas. Wawa was vào ngày 19 tháng 1 năm 2009 on trial at FC Lorient.  Lưu trữ ngày 7 tháng 7 năm 2018 tại Wayback Machine 
Vào tháng 12 năm 2010 anh gia nhập câu lạc bộ Sudan, Al-Merrikh với bản hợp đồng 3 năm.
Vào tháng 11 năm 2014 Wawa Serge Pascal ký hợp đồng với Azam F.C., một câu lạc bộ Tanzania thi đấu ở Giải bóng đá ngoại hạng Tanzania.

## Sự nghiệp quốc tế
Anh đại diện quốc gia tại Thế vận hội 2008 và played 4 Games. Anh thi đấu tại Toulon Tournament 2008 cho U-23 Bờ Biển Ngà.